# شاكر بوجطاوي
شاكر بوجطاوي (مواليد 16 يناير 1983، أركمان، الناظور) عداء مغربي في ركض المسافات الطويلة متخصص في العدو الريفي، ومسافة 5000 متر.

## مسيرته
فاز بأول ميدالية له في ألعاب البحر الأبيض المتوسط 2009، حيث حصل على الميدالية الفضية في سباق 5000 متر. في بطولة العالم لألعاب القوى 2009، احتل المركز الحادي عشر، قبل أن ينهي عامه بحصوله على ذهبية 5000 متر وفضية 3000 متر موانع في الألعاب الفرانكوفونية 2009. شارك بوجطاوي في بطولة العالم للعدو الريفي وجاء في المركز الثامن سنة 2009، والمركز الثاني عشر في عام 2010. تم استبعاده من بطولة 2010 بعد إخفاقه في اختبار المادة المحظورة (MIRCERA) وتم إيقافه عن المنافسة سنتين من 26 مارس 2010 إلى 27 ماي 2012.

## روابط خارجية
- شاكر بوجطاوي على موقع الاتحاد الدولي لألعاب القوى (الإنجليزية)